# Salvia diamantina
Salvia diamantina là một loài thực vật có hoa trong họ Hoa môi. Loài này được E.P.Santos & Harley mô tả khoa học đầu tiên năm 2004.